# Blue Circles
Blue Circles – drugi album grupy Neronia, wydany w 2008 r.

## Spis utworów
1. Desert sand (5:51)
2. Shockwaves (5:46)
3. Naked pale (7:02)
4. One on one (4:05)
5. Cold and strange (4:22)
6. Faceless smile (5:08)
7. We've brushed (7:15)
8. Lost in grey (6:05)
9. Seven shades (5:58)

## Muzycy
- Falk Ullmann - śpiew
- Rudiger Zaczyk - guitary
- Rainer Teucher - instrumenty klawiszowe
- Lutz Beberweil - bas
- Dirk Hartel - perkusja